# Kerkafő
Kerkafő (1889-ig Csöpinc, szlovénül: Čepinci, vendül Čöpinci) falu a Muravidéken, Szlovéniában. Közigazgatásilag Salhoz tartozik.

## Fekvése
Muraszombattól 34 km-re északra, a Vendvidéki-dombság (Goričko) területén, a magyar határ mellett fekszik. Lakói többségében vend nyelvet beszélő szlovének. Határos Kétvölgy (Magyarország), Lakháza (Lucova), Marokrét (Markovci) és Magasfok (Trdkova) falvakkal.
Dülői: Bočkorecin Breg, Drejnin Breg, Drnjičin breg, Gorički Breg, Jurivin (Jürivin) Breg, Kuzmin (Küzmin) Breg, Na Proštiji, Smodin Breg, Špic Berg, Švenderin Breg, Vreje. A mezők és szántók a házak körül vannak. A föld elég terméketlen, rendkívül sok agyagot tartalmaz. Az 1980-as években még volt a falunak népi műemlék háza, azóta lebontották.
A faluból ered a Kerka folyó, amely Bajánsenyénél lép Magyarországra. 2007-ig, a schengeni határnyitásig közte és a szomszédos magyarországi Kétvölgy között állandó határátkelőhely üzemelt, amit 2002-ben Mádl Ferenc magyar és Milan Kučan szlovén államfő nyitott meg.

## Története
1387-ben már említik Kereka superior névvel, hasonlóan a két szomszédos településsel Permisével és Ritkaházával (a Magyar nagylexikon  tévesen Ritkaházát azonosítja Kerekával). A Kereka egyértelmű utalás a Kerka folyóra. 1395-ben Chapench névvel lelhetjük fel. 1414 "Chypencz," 1419-ben Chypinch, 1430-ban és 1457-ben "Chypyncz", valamint "Chypincz," 1462-ben Chepencz, 1465-ben Chypencz, 1472-ben pedig Chypyncz alakokban szerepel a korabeli forrásokban. További 1889-ig Csöpincz volt a neve, majd Kerkafőre módosították. Egyébként a templomi anyakönyvek szerint Csepincz, Czöpéncz, Csopincz, Csöpencz, Csöpénch, Csőpincz, Csöppincz alakokat is, amelyekből lehet a falu akkori szlovén (vend) nevére is következtetni.
A Széchy család felsőlendvai uradalmához tartozott, majd család fiágának kihalása után 1685-ban Felsőlendva új birtokosa Nádasdy Ferenc, Széchy Katalin férje lett. Ezután az uradalommal együtt egészen a 19. század második feléig a Nádasdyaké. A reformáció során a falu evangélikus lett és volt evangélikus temploma is, amely valójában Markócon (Marokrét) állt és áll ma is, alig néhány méterre Kerkafőtől. 1698-ban a csöpincinek nevezett templom már katolikusként létezett, s volt külön papja. Végül Felsőszölnök fiókegyházává vált, melyhez a falu évszázadokig tartozott egyházilag. Ebben a kápolnában is mondtak külön misét. Kossics József író feljegyezte, hogy nagyon nehezére esik az út Csöpinczbe, a misékre, mert nagyon távol van.
Vályi András szerint "CSÖPINTZ. Tót falu Vas Vármegyében, birtokosai külömbféle Urak, fekszik hegyek között Mór vize mellett, határja soványos, kisebb tulajdonságaira nézve Andrecz falujához hasonló, harmadik Osztálybéli."
Fényes Elek szerint "Csöpincz, vindus falu, Vas vgyében, s dobrai uradalomban, 470 kath. lak., kopár kövecses határral."
Vas vármegye monográfiája szerint "Kerkafő, vend község 108 házzal és 679 r. kath. lakossal. Postája Felső-Szölnök, távírója Szt.-Gotthárd."
1910-ben 812, túlnyomórészt szlovén lakosa volt. A 19. században még a Tótsági járás része volt, majd a trianoni békeszerződésig Vas vármegye Szentgotthárdi járásához tartozott. 1919-ben a határáig terjesztette ki a Vendvidéki Köztársaság az uralmát, amit néhány napon belül megdöntöttek, majd a Szerb–Horvát–Szlovén Királysághoz csatolták, mely 1929-ben a Jugoszlávia nevet vette fel. 1941-ben újra visszakerült Magyarországhoz, majd 1945 után újra Jugoszlávia része lett. 1991-ben, Szlovénia függetlenségének kikiáltása óta Szlovénia része. 2002-ben a településnek 316 lakója volt. Ebben az évben március 28-án avatták fel a határátkelőt Kétvölgy és Kerkafő között.

## Nevezetességei
Határában található a Kerka folyó forrása.